# Christophe de Margerie

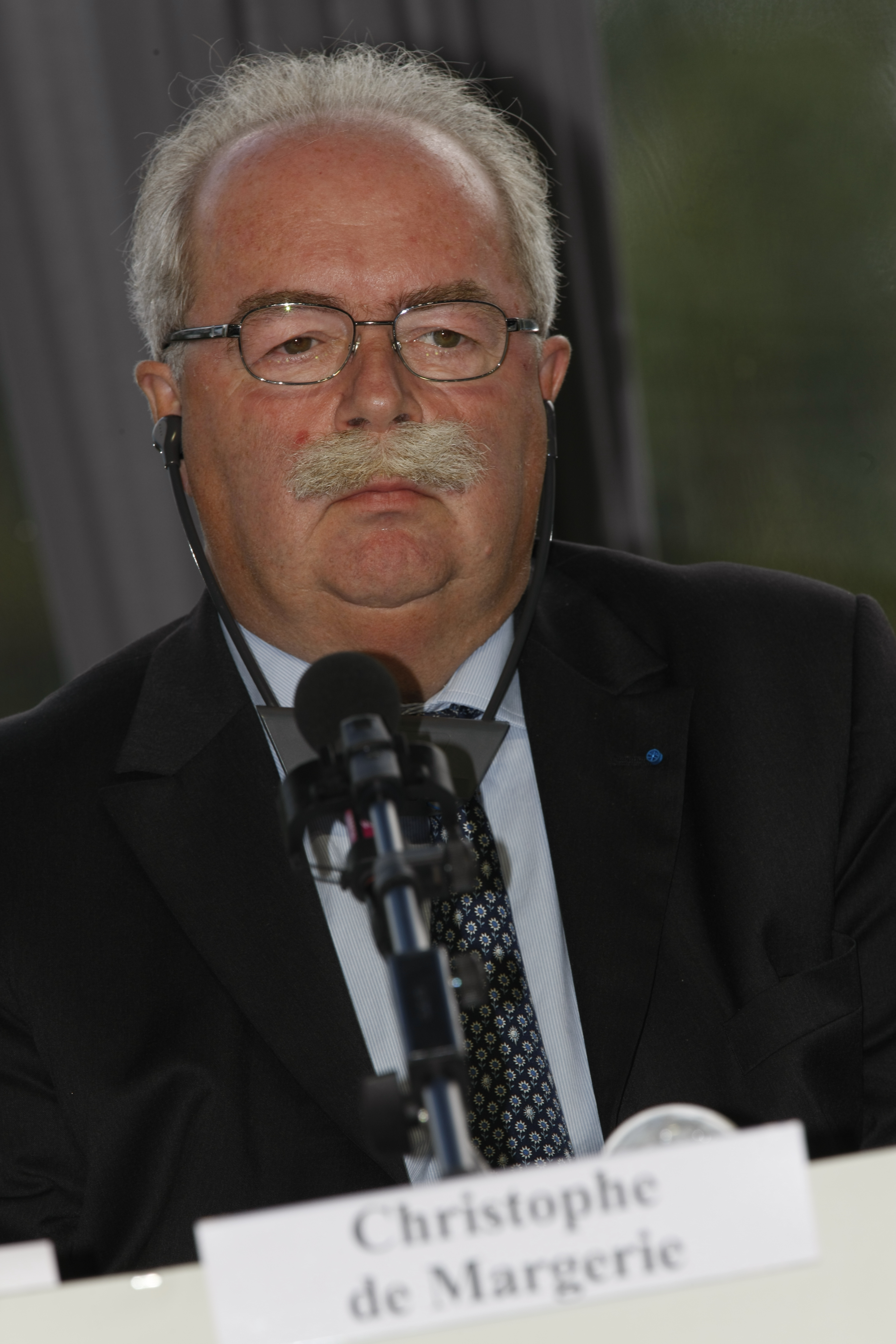
Christophe de Margerie (2009)

Christophe Gabriel Jean Marie Jacquin de Margerie (* 6. August 1951 in Mareuil-sur-Lay-Dissais, Vendée; † 20. Oktober 2014 in Moskau) war ein französischer Manager. Er war von Februar 2007 bis zu seinem Tod Vorstandsvorsitzender von Total S.A..

## Leben
Christophe de Margerie wurde in eine Familie der Champagner-Dynastie Taittinger geboren.
Er besuchte die Wirtschaftshochschule ESCP Europe in Paris. Danach begann er 1974 seine Karriere im Finanzbereich des Konzerns Total. In den folgenden Jahren war er für den Konzern unter anderem in Asien, dem Nahen Osten (1995 bis 1999), in Afrika und Nordamerika tätig.
1990 wurde er Finanzvorstand (CFO) im Mittleren Osten und stieg dort bis zum Deputy Executive Vice President auf. Im Juni 1995 wurde er Vizepräsident des Unternehmens Total für den Nahen Osten. 1999 wurde er zum Präsidenten für Exploration und Förderung ernannt. Am 1. Januar 2000 wurde er Leiter (Senior Executive Vice President) der Förder- und Explorationssparte. Im Februar 2007 wurde er Nachfolger des bisherigen CEOs von Total Thierry Desmarest.
Im März 2007 wurde gegen de Margerie ein Ermittlungsverfahren wegen Bestechung eingeleitet. Bestechungsgeld soll Total Zugang zum iranischen Erdgas ermöglicht haben. Ein Verfahren gegen ihn und andere Verdächtigte wegen Umgehung des Öl-für-Lebensmittel-Programms für den Irak wurde 2013 nach jahrelangen Ermittlungen eingestellt.
Christophe de Margerie äußerte 2009 zum Thema Peak Oil, die Welt könne nie mehr als 100 Millionen Barrel Erdöl pro Tag fördern, weil die geologischen, finanziellen und politischen Rahmenbedingungen es nicht zuließen.

## Tod
Am 20. Oktober 2014 starb de Margerie bei einem Flugunglück auf dem Flughafen Moskau-Wnukowo: Das Geschäftsreiseflugzeug vom Typ Dassault Falcon 50, mit dem er als einziger Passagier nach Paris reisen wollte, kollidierte beim Start gegen Mitternacht (Ortszeit) bei Nebel mit einem Schneepflug auf der Startbahn. Die drei Besatzungsmitglieder (Yann Pican, Maxime Rassiat und Ruslana Vervelle) starben ebenfalls. De Margerie hinterließ eine Frau und drei erwachsene Kinder. Am 1. November 2014 verlieh ihm der russische Präsident Wladimir Putin posthum den Orden der Ehre.
Die Nachfolge in der Unternehmensleitung von Total S.A. trat ein Team an: sein Vorgänger Thierry Desmarest wurde zum Präsidenten, Patrick Pouyanné zum Generaldirektor ernannt.

## Tanker
Nach Christophe de Margerie ist ein Flüssiggastanker benannt, der im Sommer 2017 erstmals die Nordostpassage ohne Hilfe eines Eisbrechers durchfuhr.